# Herida por asta de toro
Una herida por asta de toro es un tipo de traumatismo provocado por los cuernos de un toro o una vaca. En términos tauromáquicos también se utilizan los términos cornada y cogida, reservada esta última cuando la persona herida es un torero. Cuando la cornada es de pequeño tamaño se la denomina puntazo.
Las heridas por asta de toro son relativamente frecuentes en países con tradición tauromáquica y tienen características peculiares dentro de los traumatismos que afectan a los tejidos blandos. Por estos motivos, las heridas por asta de toro han recibido atención concreta por parte de la comunidad científica. Existe una rama de la cirugía, denominada cirugía taurina o taurotraumatología dedicada al tratamiento de este tipo de lesión.